# Zanola fieldi
Zanola fieldi är en fjärilsart som beskrevs av William Schaus 1910. Zanola fieldi ingår i släktet Zanola och familjen silkesspinnare. Inga underarter finns listade i Catalogue of Life.